# Ordinul Soarelui Răsare
Ordinul Soarelui Răsare (jap. 旭日章, Kyokujitsushō) a luat ființă în anul 1875 după "Ordinul Crizantemei" fiind al doilea ordin ca importanță acordat în Japonia.
Este în același timp și cel mai înalt ordin japonez acordat cetățenilor străini.

## Laureați
- Momofuku Ando
- Erwin Baelz
- Arleigh Burke
- Gustave-Émile Boissonade
- Albert M. Craig
- Gerald L. Curtis, 2004.[1]
- William Theodore de Bary, 1993.[2]
- Gerhard Domagk, 1960
- Robert Keiji Emy, 1994.[2]
- Malcolm Fraser
- Bill Frenzel
- Robert Garfias
- Frank B. Gibney, Sr.
- Thomas Blake Glover, 1908.[3]
- Carol Gluck, 2006.[2]
- Louis Grondijs
- Harry Grundfest, 1982.[4]
- Kenzaburo Hara
- Jafar Hassan[5]
- John Charles Hoad
- Judayu Hosoya
- Sultan Ibrahim of Johor
- Masaru Ibuka
- Kano Jigoro
- Donald Keene, 1993.[4]
- Jan Kowalewski
- Lee Kuan Yew
- Curtis LeMay
- Charles, Count of Limburg Stirum
- Nikolay Petrovich Linevitch
- Douglas MacArthur
- Mike Mansfield
- Edwin McClellan, 1998
- Earl Miner
- James William Morley, 1984.[4]
- Hendrik Pieter Nicolaas Muller
- Godfrey Paine, 1918.[6]
- Herbert Passin, 1984.[4]
- Hugh Talbot Patrick, 1994.[4]
- Józef Piłsudski
- Aung San
- Jacob Schiff
- Ichiro Shiroto, 1984.[4]
- Go Seigen
- Michael Ira Sovern, 2003.[4]
- Sultan Musa Ghiatuddin Riayat Shah of Selangor
- Hideo Takamine
- George Takei, 2004.[7]
- Isamu Takeshita
- Eiichiro Tomiyama
- George Tsutakawa
- Willy Vande Walle
- Akira Yoshizawa, 1983.[8]
- Kusuma Karunaratne
- Michael Armacost
- Morihei Ueshiba, 1964
- Constantin Chiriac, 2019[9]